# NGC 3832
NGC 3832 é uma galáxia espiral barrada (SBc) localizada na direcção da constelação de Leo. Possui uma declinação de +22° 43' 31" e uma ascensão recta de 11 horas, 43 minutos e 31,4 segundos.
A galáxia NGC 3832 foi descoberta em 10 de Abril de 1785 por William Herschel.